# (5836) 1993 MF
Az (5836) 1993 MF egy földközeli kisbolygó. Helin és Lawrence fedezte fel 1993. június 22-én.